# Hali Flickinger
Hali Flickinger   (York, 7 de juliol de 1994), és una nedadora americana. És especialista en papallona, estils i lliures.